# John Morton (biskop)
John Morton, född omkring 1420 i Dorset, död 15 september 1500, var en engelsk ärkebiskop och rådgivare under Henrik VII:s regeringstid.  
Morton blev ärkebiskop av Canterbury 1486 efter att ha varit biskop av Ely stift. Han var oförsonlig fiende med Rikard III och ses som den främsta källan till Tudorpropagandan gentemot den föregående kungen, däribland historierna om att Rikard skulle ha mördat brorsönerna prinsarna i Towern, brodern George, hertig av Clarence, makans förste make Edvard av Westminster, Henrik VI, William Hastings och att han skulle ha tvingat Anne Neville att gifta sig med honom och planerat att gifta sig med sin brorsdotter Elizabeth av York (innan Anne Nevilles död, och kanske även att han skulle ha mördat henne för att möjliggöra detta), anklagat sin mor för äktenskapsbrott och anklagat Jane Shore och Elizabeth Woodville för häxeri, samt om att Rikard själv skulle vara illegitim.
Alla dessa historier förekommer för första gången i hans lärjunge Thomas Mores The History of King Richard III vilka baserades på Mortons redogörelse (även om historikerna är oeniga huruvida More skrev om det eller om han kopierade Mortons handskrift, de flesta lutar mot att stilen är Mores) eller från någon som hade hört det från Morton.
John Morton är ihågkommen för "Mortons gaffel" (vars två spett var att de som tidigare hade betalt lite i skatt kunde därför betala mer, och de som betalat mycket kunde uppenbarligen ha råd att betala ännu mer) var en moment 22-metod för att få adeln att betala de ökade skatterna.